# The Answer (film, 1918)
Pour les articles homonymes, voir The Answer.
Pour plus de détails, voir Fiche technique et Distribution.
The Answer est un film américain réalisé par E. Mason Hopper, sorti en 1918.

## Synopsis
John Warfield, un travailleur social, et Guido Garcia, un socialiste radical, créent un refuge à San Francisco pour les personnes en difficulté. Goldie Shepard, dont le père est alcoolique, s'intéresse à leur action et devient la secrétaire de Warfield. Goldie développe une haine envers les riches lorsque son père meurt renversé par une voiture conduite par Lorraine Van Allen, membre de la haute société. À la suite de cet accident, Lorraine devient un soutien pour le refuge. Pendant ce temps, la mère de Warfield meurt en Angleterre en lui laissant un grand domaine. Warfield se marie avec Goldie et l'emmène en Angleterre, mais il est choqué par son appétit pour le luxe et décide bientôt de donner son domaine aux pauvres et de retourner à San Francisco. Guido, un ancien prétendant de Goldie, apprend son mariage et la tue avant de se suicider. Warfield épouse Lorraine, et ils transforment le manoir anglais en un refuge pour des enfants.

## Fiche technique
- Titre original : The Answer
- Réalisation : E. Mason Hopper
- Scénario : E. Magnus Ingleton
- Photographie : Anton Nagy
- Société de production : Triangle Film Corporation
- Société de distribution : Triangle Distributing Corporation
- Pays de production :  États-Unis
- Langue originale : anglais
- Format : noir et blanc — 35 mm — 1,37:1 — Film muet
- Genre : drame
- Durée : 70 minutes
- Date de sortie :
  - États-Unis : 17 mars 1918
- Licence : Domaine public

## Distribution
- Alma Rubens : Lorraine Van Allen
- Joe King : John Warfield
- Francis McDonald : Guido Garcia
- Claire Anderson : Goldie Shepard
- Charles Dorian (en) : Robert Warfield
- Jean Hersholt : Shepard
- Wilbur Higby
- Betty Pearce